# Juan Carlos García Herrero
Juan Carlos García Herrero (Reinosa, Cantabria, 27 de septiembre de 1958), conocido deportivamente como Juan Carlos, es un exfutbolista español que jugaba como centrocampista. 
Es el sexto jugador con más partidos  oficiales disputados en la historia del  Racing de Santander.
Fue alcalde de Santa Cruz de Bezana entre 2007 y 2015 por el Partido Popular.

## Clubes
| Club                | País   | Año       |
| ------------------- | ------ | --------- |
| Racing de Santander | España | 1976-1982 |
| Linares C. F.       | España | 1982-1983 |
| Racing de Santander | España | 1983-1991 |